# Rajd Kormoran 1972
5. Rajd Kormoran – 5. edycja Rajdu Kormoran. Był to rajd samochodowy rozgrywany od 6 do 7 czerwca 1972 roku. Była to trzecia runda Rajdowych Samochodowych Mistrzostw Polski w roku 1972. Rajd składał się z jedenastu odcinków specjalnych, jednej próby szybkości górskiej i jednej próby szybkości płaskiej. Został rozegrany na nawierzchni asfaltowej i szutrowej. Zwycięzcą rajdu został Krzysztof Komornicki.

## Wyniki końcowe rajdu[1][2]
| Miejsce | Kierowca               | Pilot               | Samochód              | Pkt | Grupa Klasa |
| ------- | ---------------------- | ------------------- | --------------------- | --- | ----------- |
| 1       | Krzysztof Komornicki   | Błażej Krupa        | Polski Fiat 125p 1500 |     | II/8        |
| 2       | Marek Varisella        | Antoni Ryniak       | Polski Fiat 125p 1300 |     | II/7        |
| 3       | Włodzimierz Markowski  | Ksawery Frank       | Polski Fiat 125p 1500 |     | I/8         |
| 4       | Maciej Sowiński        | Zbigniew Kempiński  | Polski Fiat 125p 1300 |     | I/7         |
| 5       | Henryk Mandera         | Wojciech Ondraczek  | Wartburg 353          |     | II/7        |
| 6       | Krystian Bielowski     | Anastazy Stanik     | Polski Fiat 125p 1300 |     | I/7         |
| 7       | Włodzimierz Groblewski | Janusz Książkiewicz | Polski Fiat 125p 1500 |     | I/8         |
| 8       |                        |                     |                       |     |             |
| 9       | Ireneusz Porada        | Andrzej Lubiak      | Polski Fiat 125p 1300 |     | I/7         |
| 10      |                        |                     |                       |     |             |